# Durisotti
 (juin 2014).
Durisotti est une entreprise française qui travaille en tant qu'unité de production et de conception pour différents constructeurs automobiles pour la modification et l'aménagement spécifique de véhicules.

## Historique

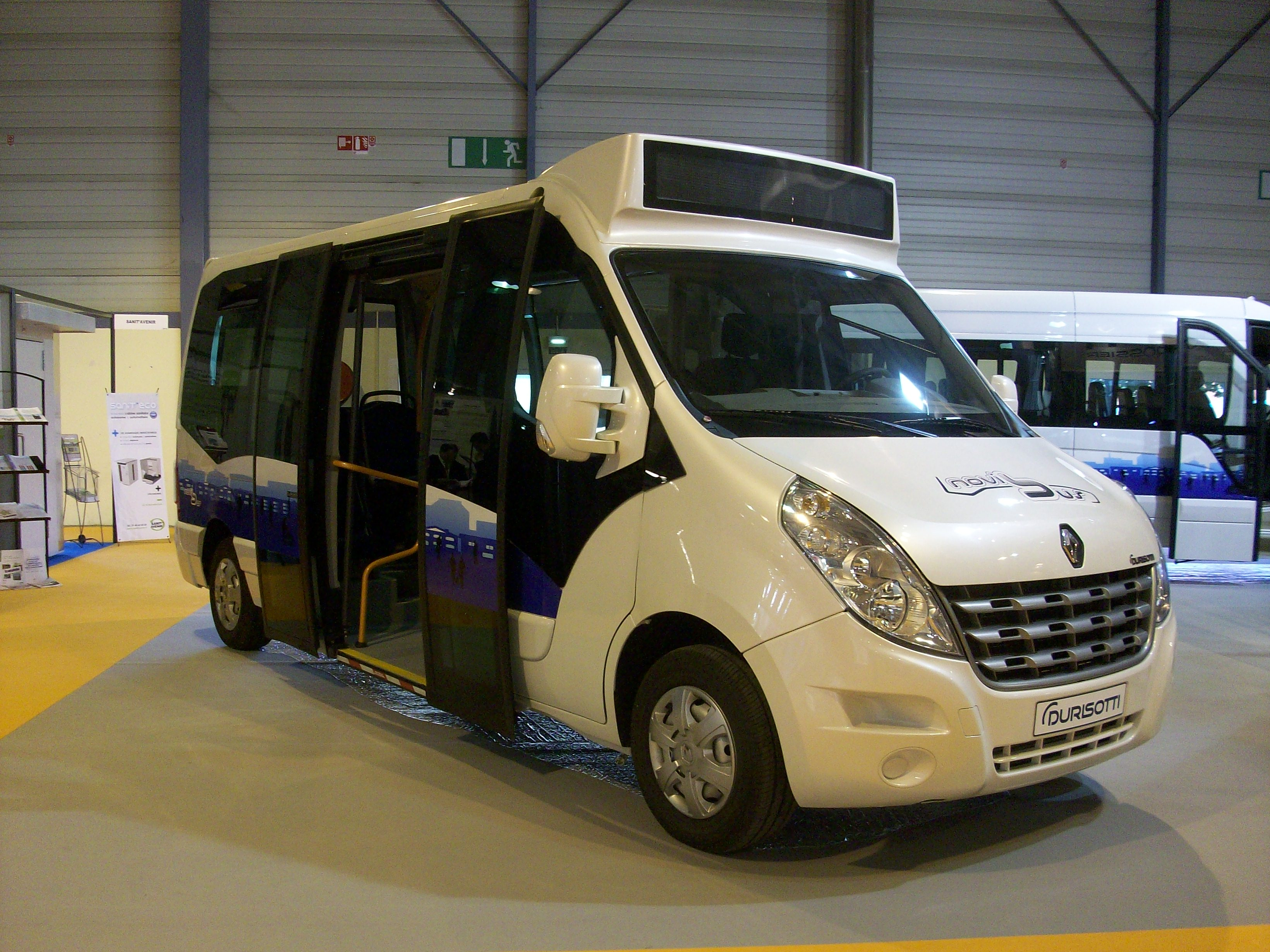
Durisotti NoviBus, sur base Renault Master.

Son siège social et site de production principal se situe à Sallaumines dans le Nord-Pas-de-Calais. La société a été créée en 1956 et était exclusivement consacrée à la maintenance de cars jusqu'en 1968 où la direction décide de changer d'activité et de démarrer la transformation et l'aménagement de véhicules utilitaires des grands constructeurs automobiles, en particulier sur des châssis Peugeot au commencement puis plus tard sur châssis Renault. Durisotti a été un des pionniers dans la réhausse de camionnette grâce à des pavillons en polyester et a assuré le développement de l'entreprise jusqu'à ce que cette activité soit réalisée sur les lignes d'assemblage des constructeurs.
En 1972, Peugeot confie à Durisotti la réalisation des minibus de son catalogue sur base Peugeot J7 et ils développent en duo un aménagement spécial qui sera à l'origine de la catégorie de véhicules affectés au transport de personnes à mobilité réduite. Ce véhicule inédit sur le marché européen est commandé par la municipalité de Stockholm en Suède ; ainsi, Durisotti réalise ses premières exportations en Europe en 1973 et permet à l'entreprise de continuer son développement.
La société s'est spécialisée au cours du temps dans la modification et l'aménagement de véhicules utilitaires. En 2012, elle est spécialisée dans quatre type de modifications de véhicules :
- Modifications pour des besoins professionnels (bennes, double essieux, placage intérieur en bois, structures frigorifiées) ;
- Transformation de véhicules pour les besoins des forces de l'ordre ;
- Transformation de camionnettes en minibus ;
- Transformation de véhicules pour le transport de personnes à mobilité réduite.

Le 30 janvier 2019 la société est placée en redressement judiciaire et en liquidation judiciaire et c'est Liberty, filiale du groupe britannique GFG Alliance, qui reprend l'entreprise familiale, le même jour à la barre du tribunal de commerce d'Arras.

## Éléments clés
(juin 2014).
- 27 000 véhicules assemblés en 2011 ;
- 227 salariés ;
- 3 sites de production : à Sallaumines (32 000 m2), Agen, et Metz
- 31 filiales et bureaux de représentations en France en 2011.

## Liste de véhicules sur lesquels Durisotti a travaillé

### Transformations présentes dans les catalogues constructeur
(juin 2014).
- 1975 : allongement de châssis pour les Citroën C35 et aménagement en minibus des Peugeot J7
- 1988 : Renault Express Pick-up
- 1993-1996 : Peugeot 205 F (10 000 exemplaires), version utilitaire tôlée de la Peugeot 205
- Divers aménagement sur base de Renault Master
- 1999 : allongement de châssis pour les Peugeot Expert, Citroën Jumpy et Fiat Scudo

### Transformations standard de véhicules de grande série
(juin 2014).

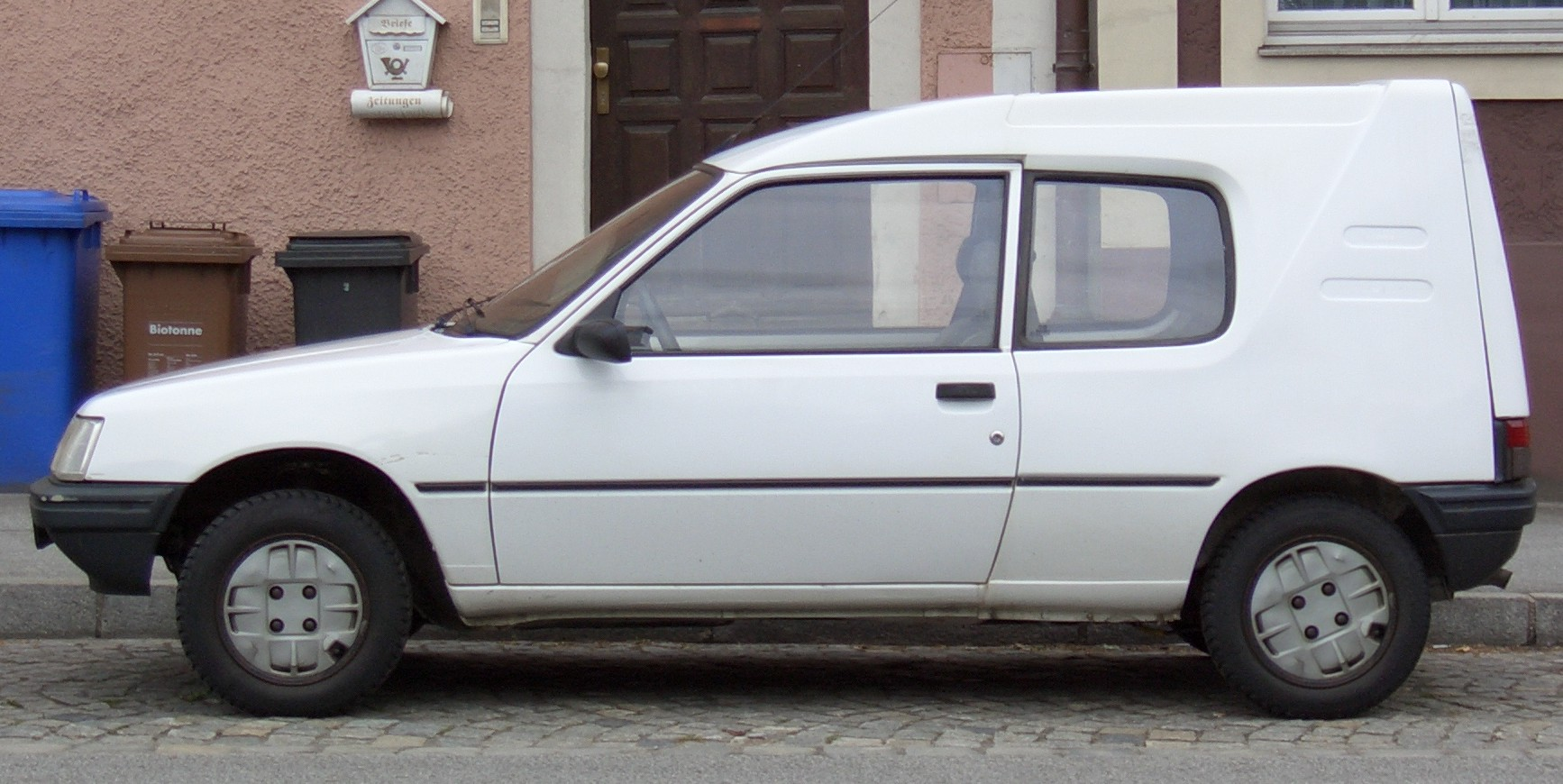
Peugeot 205 Multi

- À partir de 1968 : réhausse de véhicules avec des pavillons en polyester moulé
- 1985 : Peugeot 205 Multi (6 000 exemplaires), version utilitaire de la Peugeot 205 avec arrière en polyester moulé

### Transformations spécifiques de véhicules de grande série
(juin 2014).

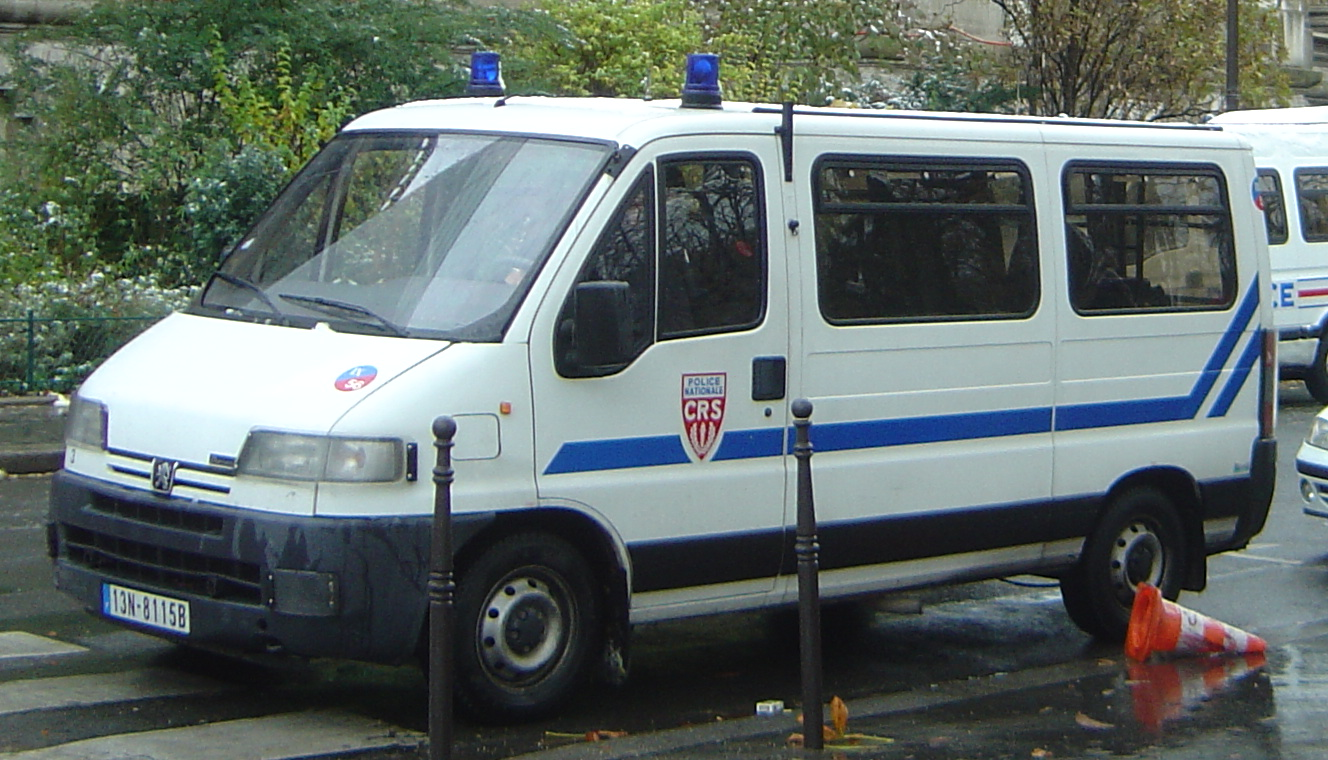
Peugeot Boxer réalisé par Durisotti pour les CRS.

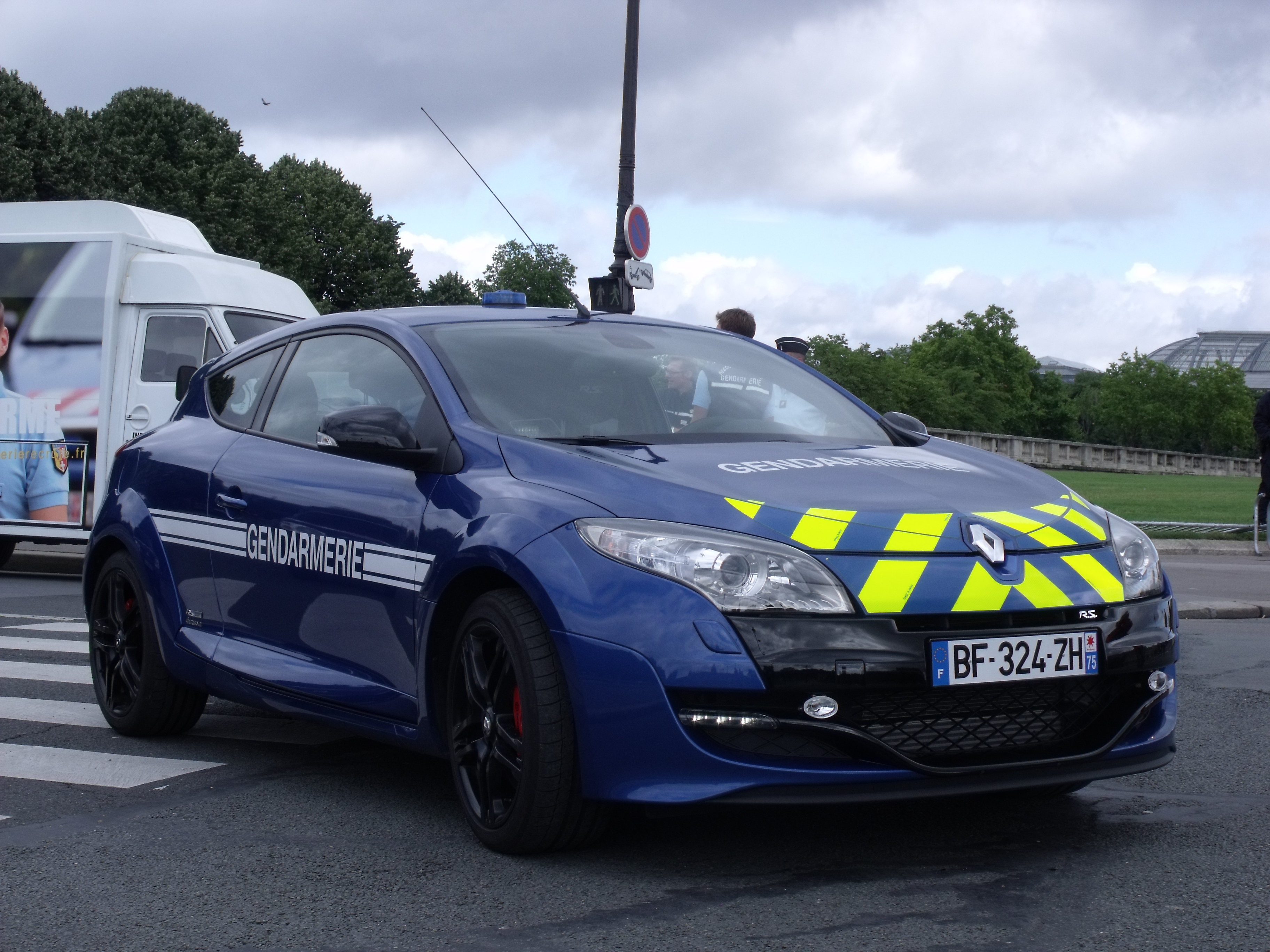
Renault Mégane RS de la Gendarmerie

- À partir de 1969 : fourgons pour les marchés avec panneaux latéraux relevables et vitrines réfrigérées
- À partir de 1970 : fourgons « grand volume » avec carrosserie arrière modifiée
- À partir de 1973 : véhicules affectés au Transport de Personnes à Mobilité Réduite (T.P.M.R.) (tel le modèle Novibus sur base de Renault Master[2])
- 1981 : modifications diverses sur base de Renault Master
- 1982 : car de Police Secours sur base de Peugeot J5
- À partir de 1982 : véhicules d’interventions sur autoroutes et des véhicules transports de détenus pour la gendarmerie sur base de Renault Trafic
- À partir de 1986 : réalisation de véhicules mortuaires sur base de véhicules utilitaires
- 1986 : véhicules de Secours d’Assistance aux Blessés pour les pompiers sur base de Peugeot J5
- 2010 : modification des Renault Megane RS spéciales pour la gendarmerie nationale[3]
- 2021: modification des Alpine A110 pour la gendarmerie nationale[4]

### Concept-cars
(juin 2014).
- 1982 : concept car commandé par Peugeot pour la première présentation du fourgon J5
- 2007 : à l'occasion du lancement du Peugeot Expert dernière génération, Durisotti réalise une version pick-up appelée « Peugeot Expert Durisotti Show Car »[5]